# Wiśnicze
Wiśnicze (deutsch Wischnitz, 1936–45 Kirschen) ist eine oberschlesische Ortschaft in der Gemeinde Wielowieś in der Woiwodschaft Schlesien in Polen.
Wiśnicze hat 336 Einwohner. Zu Wiśnicze gehört der Weiler Goj (Charlottenhof). Nachbarorte von Wiśnicze sind Świbie (Schwieben), Błażejowice (Blaschowitz) und Kotliszowice (Kottlischowitz).

## Geschichte

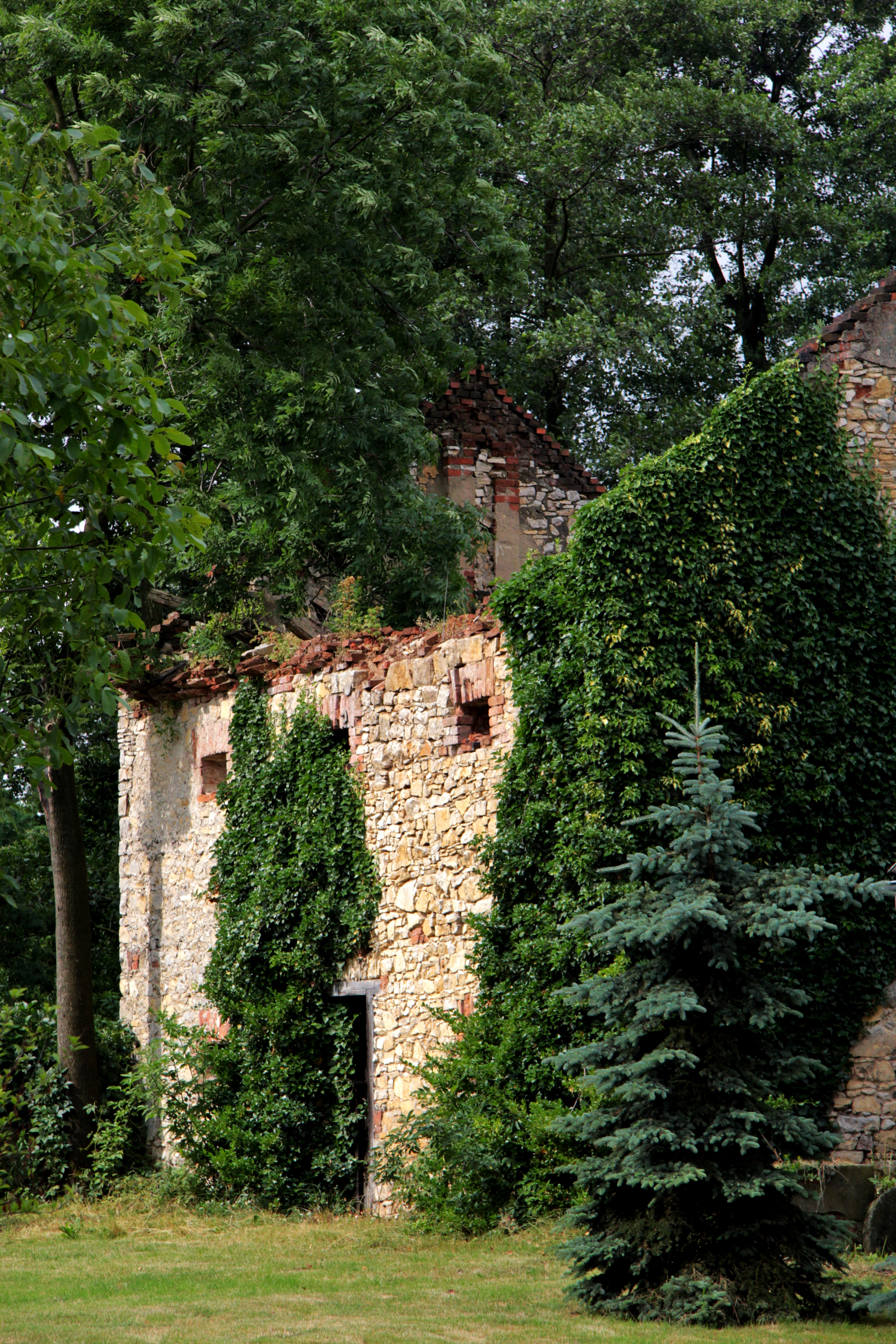
Der Pfarrspeicher (Baudenkmal)

Wischnitz wurde erstmals am 6. März 1309 als Wisnice erwähnt. Von 1580 bis 1610 war Wischnitz im Besitz von Friedrich von Schamberg. Dieser führte 1578 im Ort den Protestantismus ein. Später verkaufte von Schamberg den Ort an die Toster Herrschaft. Bei der Teilung der Toster Güter 1666 kam Wischnitz zusammen mit Schwieben an Georg Leonhard Graf Collona.
Von 1975 bis 1998 lag Wiśnicze in der Woiwodschaft Kattowitz.

## Sehenswürdigkeiten
- Dreieinigkeitskirche
- Kapelle in Goj (Charlottenhof)